# Sanssouci (Kummerfrey)
Sanssouci, auch Kummerfrey oder Kummerfrei (französisch sans souci ‚ohne Sorge‘, ‚ohne Kummer‘, frei übersetzt ‚kummerfrei‘) ist die Bezeichnung eines ehemaligen Lusthauses des Grafen Ernst Christoph von Manteuffel in Hinterpommern.

## Lage
Das Palais wurde nur wenige Hundert Meter nordöstlich des eigentlichen Guts der Familie von Manteuffel in Kerstin als Maison de plaisance angelegt. Innerhalb eines Eichenwaldes wurden eine Parkanlage und der zentral angeordnete Bau errichtet. Von dem Standort der Anlage zeugte noch die bis 1945 verwendete Flurbezeichnung Kummerfrey. Das ursprüngliche Gutshaus und das Palais verband eine Allee aus Eichen.

## Beschreibung

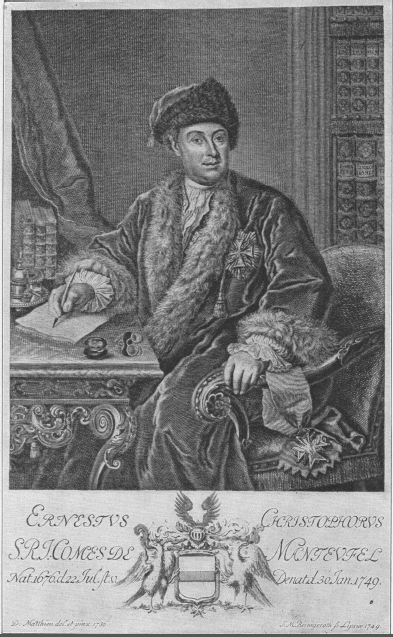
Manteuffel im Gewand der Szlachta, sitzend. Vor ihm ein Tisch, mittig die Dose mit der Abbildung Kummerfreys. Kupferstich nach einem Gemälde Matthieus.

Entsprechend seinem Entstehungsjahr wurde das Palais, auch als Jagdhaus bezeichnet, vermutlich im Stil des Rokoko errichtet. Dem preußischen König Friedrich II. diente das Lustschloss einst als Anregung für sein Sanssouci. Trotz deutlich unterschiedlicher Ausprägung dürften die Baustile beider Gebäude ähnlich gewesen sein.

### Architektur
Eine Dose Manteuffels im Gemälde von David Matthieu ziert Kummerfrey. Die Abbildung zeigt eine heitere, beschwingliche Architektur mit eleganten und verspielten Details und eine von Säulen gefasste Fassade. Eingeschossig errichtet, gliederte sich der Grundriss in einen Mitteltrakt und zwei seitliche Flügeltrakte, die kurz gehalten waren und jeweils in zwei Kammern, zwei Kabinette und ein Vestibül untergliedert waren. Das Walmdach wurde von figürlichen Darstellungen bekrönt und in der Mitte von einem Türmchen geteilt. Zentrales Element in der Mitte, der Corps de Logis, war ein länglich oktogonaler Salon mit insgesamt vier Zu- bzw. Ausgängen. Die beiden seitlichen Gebäudeflügel wurden von hier aus direkt begangen. Über jeweils zwei große Flügeltüren führten Vorder- und Hinterzugang auf die Freiflächen oder Esplanaden. Das Palais war umgeben von vier kleineren Pavillons, die sich an der zentralen Esplanade aufreihten. Hier befanden sich Kammern für Personal, Gäste, eine Küche mit Weinkeller und, zusätzlich zum Haupthaus, eine umfangreiche Bibliothek.
Ausgeschmückt wurde das Palais im Wesentlichen von Bildsäulen und lateinischen Zitaten alter Dichter. In den Friesen der Portale zum Salon ist die Fortuna dargestellt, die eine Tafel mit folgender Inschrift trug:

„Hoc erat in votis: modus agri non ita magnus, hortus ubi et tecto vicinus iugis aquae fons et paulum silvae super his foret, auctius atque de melius fecere, bene est. nil amplius oro.“

### Der Park

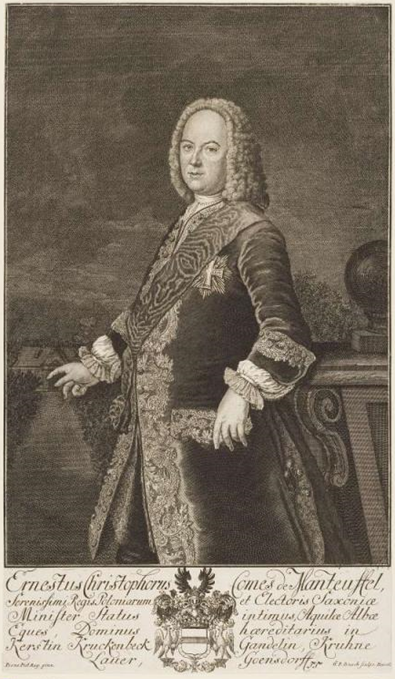
Der Kupferstich von Georg Paul Busch zeigt Manteuffel im Park auf das Palais deutend.

Von dem eher kleinen Gebäude gingen vier großzügige Wege – auch als Lustgänge bzw. von Manteuffel als Patience, Prudence, Conscience und Autarchie bezeichnet – flankiert von Eichen ab. Jeweils zwei zum Vorder- und Hintereingang und zwei zu den seitlichen Gebäudeteilen, so dass die Räumlichkeiten aus allen vier Himmelsrichtungen erreichbar waren. Die vier Lustgänge mit ihren Tugenden wiesen axial von außen den Weg auf das ‚kummerfreie‘ Zentrum des rechteckigen Gebäudes. Vier weitere Wege liefen in 45° Neigung durch den Wald sternförmig auf das Lusthaus zu und waren von den Eckfenstern des Salons einsehbar. Diese Wege endeten bereits an den Palisaden zentralen Esplanaden und symbolisierten den Trugschluss, in das ‚kummerfreie‘ Zentrum Sanssouci vorzudringen. Sinngemäß lautete ihre Bezeichnung denn auch Plaisirs, Richesses, Sciences und Honneurs. Park und Gebäudearchitektur gingen eine Symbiose ein und zeigten eindeutig Grundzüge einer Lebensart, die Ausdruck eines Wunsches Manteuffels war:

„genre de vie […] sans regrets, sans desirs, et sans autres inquietudes.“

In einem zeitgenössischen Porträt von Antoine Pesne aus dem Jahre 1732 sind Palais und Park angedeutet. Am Ende einer durch den Wald gradlinig verlaufenden Schneise erkennbar, befindet sich das Lusthaus, auf das Manteuffel zeigt.

## Herkunft der Bezeichnung

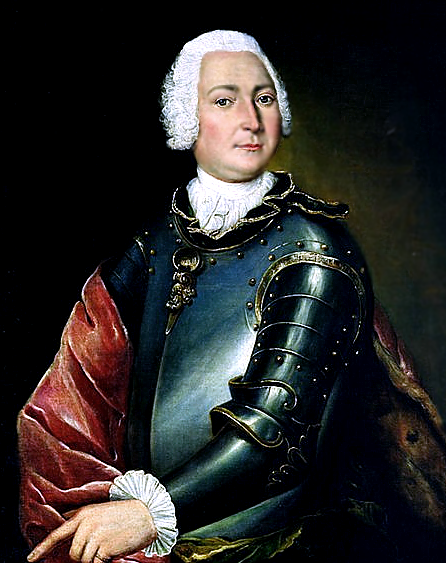
Ernst Christoph v. Manteuffel

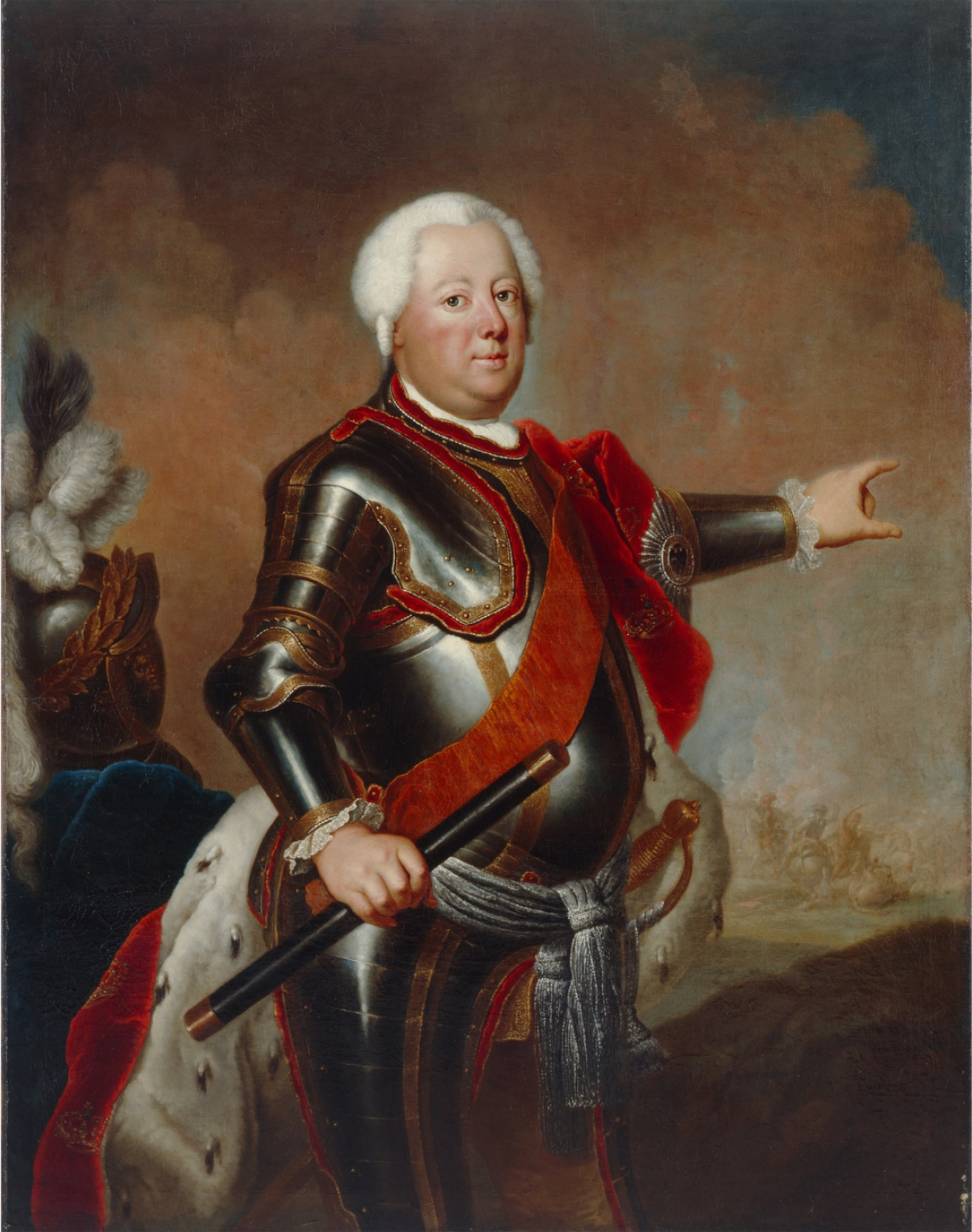
Friedrich Wilhelm I. v. Preußen

Die Bezeichnung Kummerfrei dürfte Manteuffel in Erinnerung seines Aufenthalts im gleichnamigen Schloss des Grafen Ahlefeld in Dänemark, im Jahre 1710, gewählt haben. Kummerfrei, oder, wie Manteuffel bevorzugte, Sanssouci, sollte die Ruhe ausdrücken, die der Graf nach seinen beschwerlichen Aufenthalten an königlichen Höfen und Städten wie Dresden und Berlin aufzusuchen pflegte. Der Ort war nicht nur als Rückzugspunkt des Junkers von Kummerfrei, wie er sich selbst nannte, sondern auch als Ort für philosophische Gespräche und den Empfang nobler Gäste gedacht. Manteuffel selbst gründete die Gesellschaft ‚Orden von Kummerfrey‘ auf den Idealen Horaz', Vorläufergesellschaft der Gesellschaft der Wahrheitsliebenden, und gab sich den Titel Grand-Prieur de Sanssouci. Neben Gelehrten wie den Philosophen Johann Christoph Gottsched empfing Manteuffel hier u. a. Madame Le Fort (Frau des sächsischen Diplomaten Johann Lefort), zwischen den Jahren 1732 und 1734 den russischen Gesandten in Berlin, Graf Pavel Ivan Jaguzinskij, und Friedrich Wilhelm von Preußen, der Manteuffel 1735 als seinen Freund und Chevaliers de Sanssouci bezeichnete und dem er später noch Baumaterial für Sanssouci übereignen sollte. Zeitgenossen Manteuffels erkannten in der Gestaltung Sanssoucis dessen Vorliebe für Kunst und Gelehrsamkeit. So war es nicht verwunderlich, dass er diese Lebensform in Anlehnung an das Tusculum Ciceros oder Landgüter des Cato oder Scipio wählte:

„Doch weist Dein schönes Kummerfrey, Dein Tusculum, wie wahr es sey, Daß Du der Weisheit Dich geschenket. Wo Lustwald, Schloß und alles zeigt, Sein Herr sey jeder Kunst geneigt.“

## Besuch Friedrich Wilhelms I. (Preußen)
Am 2. August 1731 bewirtete Manteuffel in Kerstin zwei Tage den Preußenkönig Friedrich Wilhelm auf seinem Gut. Friedrich befand sich mit seinen Vertrauten, darunter Seckendorff, Grumbkow, Lehwaldt, Blumenthal, Schwerin, Kleist, Derschau und Graf von Henckel, auf der Reise in den Osten seines Reiches und machte von seiner Zwischenstation in Belgard einen Halt in Kerstin. Ausgiebig besichtigte er Sanssouci mit seinen Bildnissen, die ihn und August II. von Polen einträchtig nebeneinander zeigten. Neben den Malereien fielen ihm einige lateinische Wahlsprüche auf, die sein Wohlgefallen fanden. Als Logis bevorzugte der König ein Zelt, das Manteuffel im Garten aufstellen ließ, in dem die Gesellschaft nach Gottesdienst und Predigt Pfarrer Dr. Wagenseils im Gotteshaus zu Kerstin auch ausgiebig köstigten. Überliefert ist die Tafel, an der die Gesellschaft im Garten von Sanssouci Platz nahm:
Friedrich Wilhelms Sohn schrieb später an Grumbkow:

„[…] je pars pour retourner à Rheinsberg, c'est mon Sanssouci.“

## Zeitgenössisches
Kummerfrey gilt heute als eine der außergewöhnlichsten Fortsetzungen horazischer Lyrik seit der Zeit der Renaissance bei Petrarca, welcher Horaz aus der Vergessenheit seit dem Frühmittelalter beförderte. Das ehemals sehr ansehnliche Lustschloss des Grafen Manteuffel in Kerstin ist heute vollkommen verschwunden. Bereits nach dem Ableben Manteuffels begann der Verfall der Anlage, der Park wurde aus Kostengründen nicht mehr gepflegt. Bereits 1748 trennte sich Manteuffel von seinen pommerschen Gütern, da er 1740 in Preußen von Friedrich II., trotz ihrer engen gemeinsamen Freundschaft zwischen den Jahren 1735 und 1736, zur Persona non grata erklärt wurde. Bis Ende des 19. Jahrhunderts waren keine Gebäude mehr vorhanden. Lediglich einige Mauerreste auf einem Feld wurden später registriert. Einige alte Eichen säumen noch heute den Weg vom verfallenen Gutshaus zu den landwirtschaftlich genutzten Äckern, auf denen sich einst die Anlage befunden haben soll.